# Cels Surroca i Salvador
Cels Surroca i Salvador (Talltorta -Bolvir-, Cerdanya, 1843 - Torelló, Osona, 1912) va ésser un metge que signà el Missatge a la Reina Regent (1888) i que dins la Unió Catalanista fou designat delegat a l'Assemblea de Manresa (1892).